# Société des observateurs de l'homme

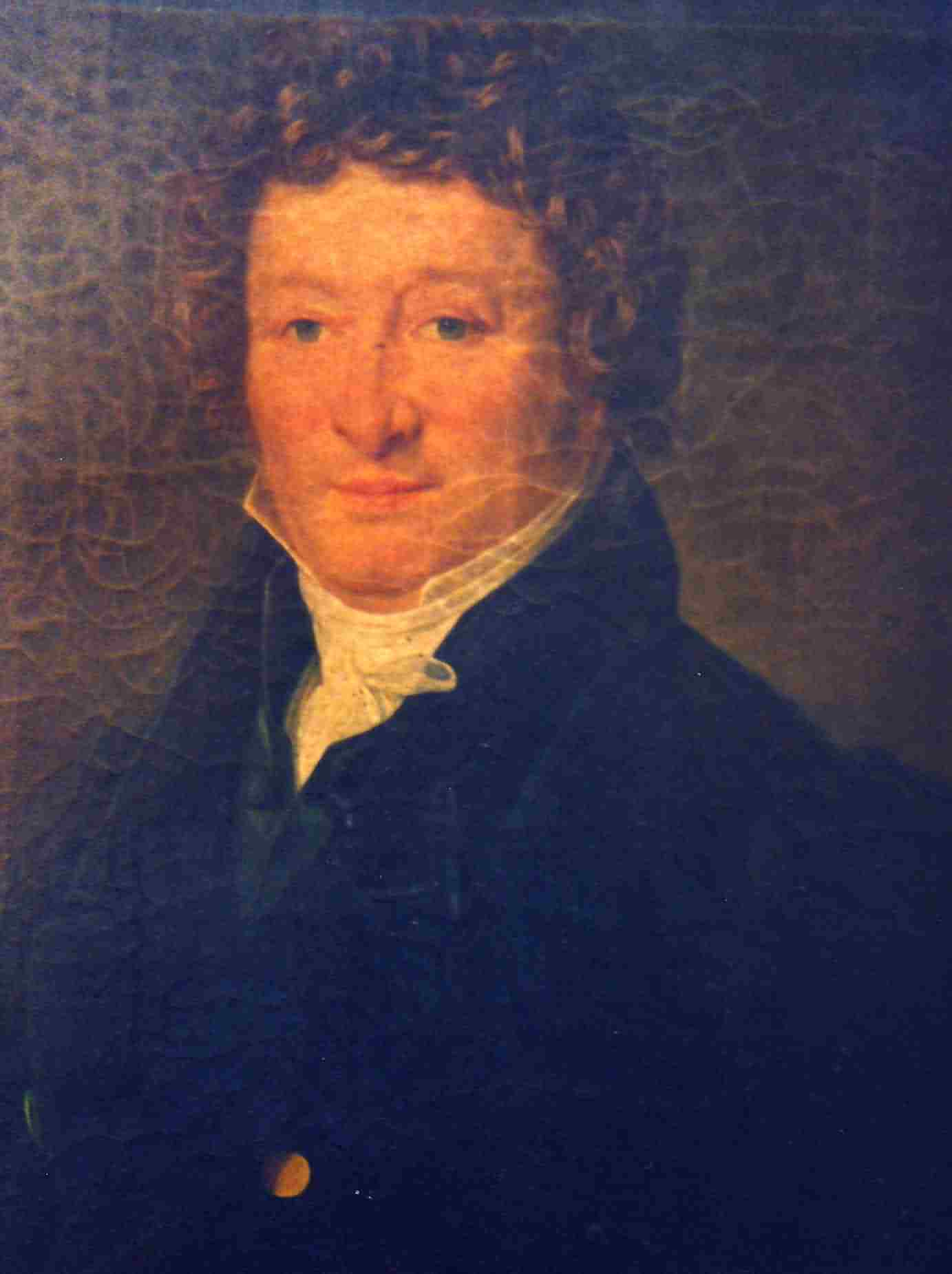
Louis-François Jauffret, membro fundador.

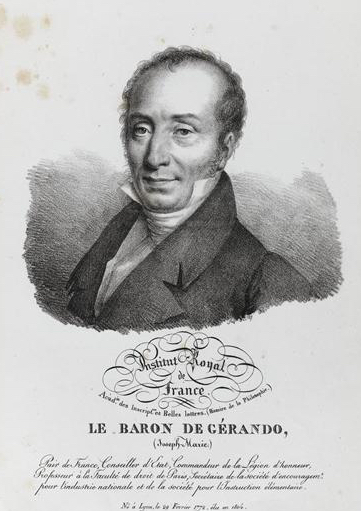
Joseph-Marie de Gérando.

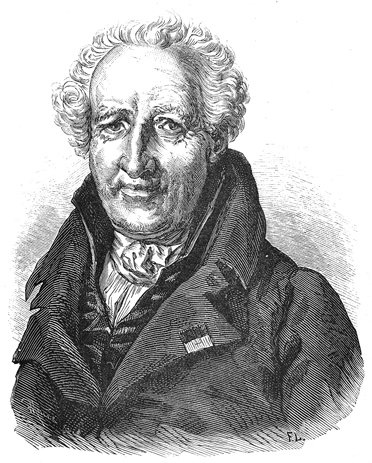
Antoine-Laurent de Jussieu.

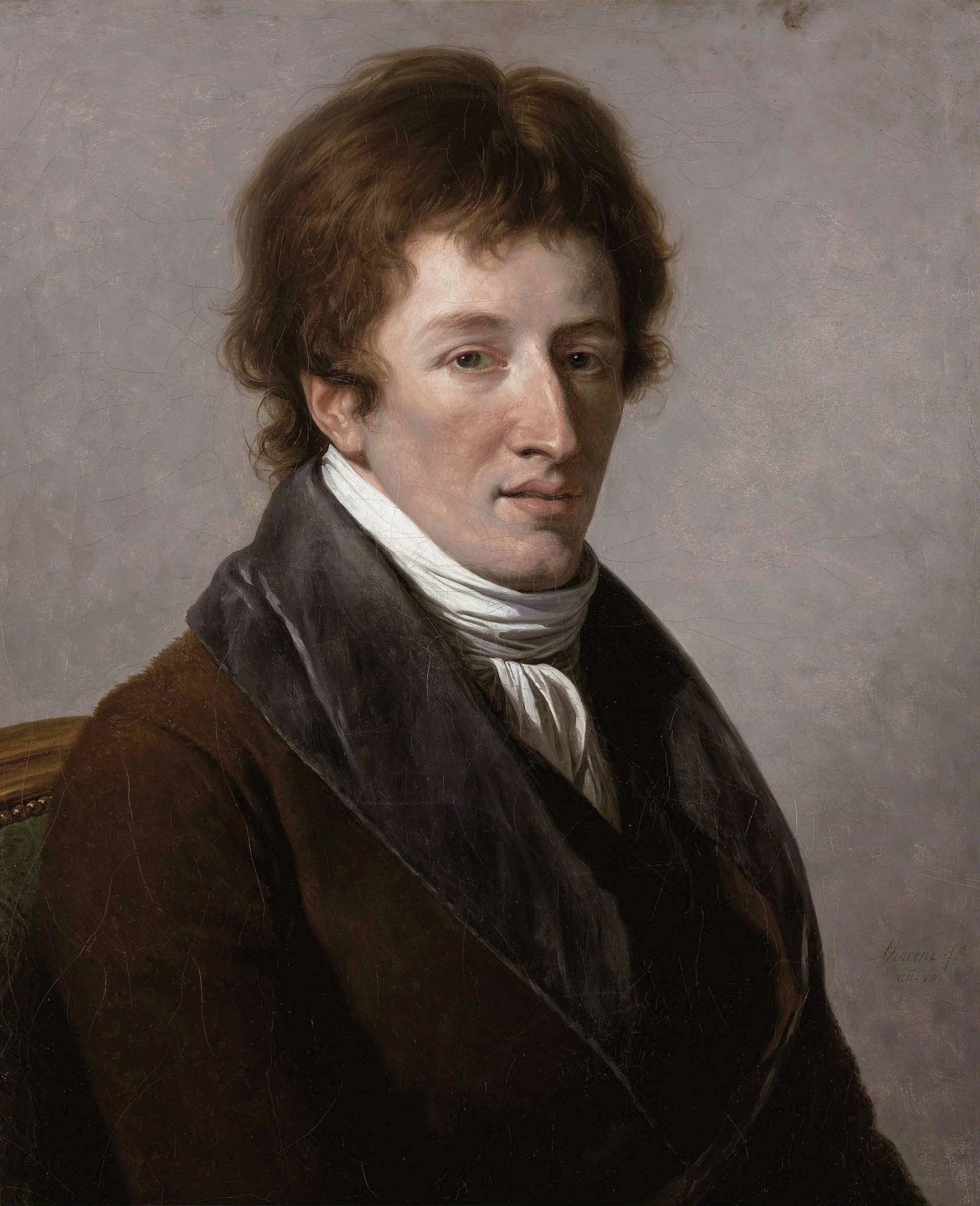
Georges Cuvier.

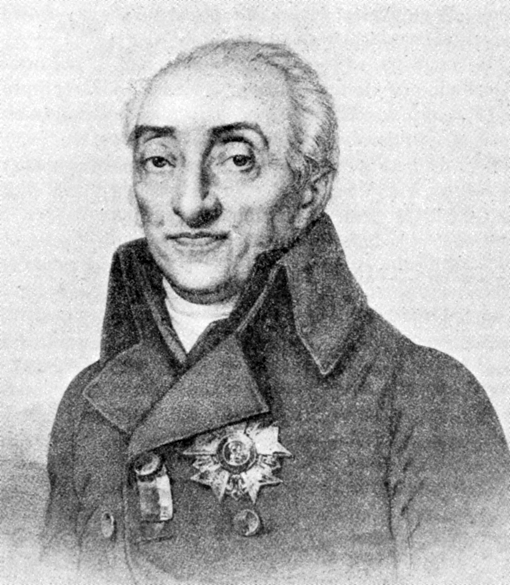
Bernard Germain de Lacépède.

A Société des observateurs de l'homme' (Sociedades dos Observadores do Homem) foi uma sociedade científica criada em 1799 em Paris e durante muito tempo considerara como o berço da antropologia francesa. Foi extinta em 1804. 
A Société des observateurs de l'homme foi fundada por Roch-Ambroise Cucurron Sicard, Louis-François Jauffret e Joseph de Maimieux. Contrariamente à lenda, a sociedade não foi fundada na onda dos movimentos ideológicos, pois os seus fundadores eram até de inspiração cristã. A brevidade da sua existência e a ausência de arquivos tornam o trabalho dos historiadores difícil. Só se conhece os seus estatutos e os dossiers que foram estudados, como o da criança selvagem de Aveyron e o da expedição Baudin às terras austrais.

## Lista completa de membros residentes[1]
Pierre Bonnefous - Mathieu-Antoine Bouchaud - Louis-Antoine Bougainville - Antoine-Marie-Henri Boulard - Simon-Jérôme Bourlet de Vauxcelles - Pierre-Roland Butet de la Sarthe - Guillaume-E.-J. de Clermont-Lodève - Adamance Coray - Frédéric Cuvier - Jean-Baptiste-Gaspard d'Ansse de Villoison - Joseph-Marie de Gérando - Joseph-Pierre Deleuze - Joseph de Maimieux - Déodat Gratet de Dolomieu - André Marie Constant Duméril - Antoine-François Fourcroy - Marie-Nicolas S. Guillon-Pastel - Jean Noël Hallé - Jean Itard - Gaspard-André Jauffret - Louis-François Jauffret - Antoine-Laurent de Jussieu - Bernard Germain de Lacépède - Pierre-Henri Larcher - Pierre Laromiguière - Auguste-Savinien Leblond - Théodoric-Nilammon Lerminier - Jean-Joseph Marcel - Aubin-Louis Millin de Grandmaison - Mathieu de Montmorency-Laval - Louis-Jacques Moreau de la Sarthe - Pierre-Henry Nysten - Ambroise Marie François Joseph Palisot de Beauvois - Jean-Pierre Papon - Eugène Louis Melchior Patrin - Philippe Pinel - Joseph Marie Portalis - Louis Ramond de Carbonnières - Dominique Ricard - Roch-Ambroise Cucurron Sicard - Antoine-Isaac Silvestre de Sacy - Charles-Nicolas-Sigisbert Sonnini de Manoncourt - Charles Athanase Walckenaer
De notar que Volney nunca foi membro.

## Lista de membros correspondentes
Nicolas Baudin - Pierre-Justin Bernier - Frédéric de Bissy - Ludwig Heinrich Bojanus - Hyacinthe de Bougainville - Jean Cailleau - Pierre Faure - Jean-Emmanuel Gilibert - Jacques Félix Emmanuel Hamelin - Urbain-René Lebouvier-Desmortiers - François Levaillant - René Maugé de Cely - André Michaux - François Péron - Gottlieb Konrad Pfeffel - Anselme Riedle